# Turistická značená trasa 0434
 Turistická značená trasa 0434 je 17,5 km dlouhá červeně značená turistická trasa Klubu českých turistů ve Východolabské tabuli a okrese Pardubice spojující Přelouč a Kladruby nad Labem.

## Průběh trasy
Počátek trasy se nachází u Přeloučského nádraží v nadmořské výšce 213 metrů. Navazuje na zeleně značenou trasu 4289 přicházející z pardubické místní části Lány na Důlku. Z počátku vede západním směrem a v krátkém souběhu s rovněž zeleně značenou trasou 4290 do Lázní Bohdaneč. Na přeloučském náměstí mění směr na severní, opouští zástavbu, kříží podchodem železniční trať Kolín - Česká Třebová a po lávce překonává Labe v blízkosti soutoku s potokem Švarcavou. Na pravém břehu Labe prochází trasa tzv. Slavíkovými ostrovy, což je území ohraničené tokem Labe a starým slepým ramenem. O tento prostor jsou vedeny spory z důvodů plánů na splavnění Labe z Chvaletic do Pardubic, jelikož jsou stanovištěm chráněných druhů. Kromě toho zde stojí četné památné stromy, mmj. lipová alej, kterou je trasa vedena, dále dub v areálu kynologického cvičiště a rovněž dub u slepého ramene. Po jeho překonání trasa kříží silnici Břehy - Semín sledovanou cyklistickou trasou 24 a Opatovický kanál. Mění směr na přibližně západní a lesy míří k Semínu. Ještě před ním se nachází krátká odbočka k Semínskému akvaduktu, kde Opatovický kanál přemosťuje Sopřečský potok. Trasa prochází severním okrajem Semína a pokračuje lesy dál k západu na severní okraj Kladrub nad Labem, kde na rozcestí Jeleniště končí. Koncové rozcestí zde má i modře značená trasa 1085 z Týnce nad Labem, na kterou zde navazuje shodně značená trasa 1980 do Řečan nad Labem. Dále se zde setkává s cyklistickou trasou 4290 a opět 24.

## Historie
Trasa neměla svůj počátek vždy u nádraží v Přelouči, ale o něco západněji na křižovatce ulic Nádražní a Hradecká.

## Turistické zajímavosti nad trase
- Kostel svatého Jakuba v Přelouči
- Slavíkovy ostrovy
- Památný dub u bývalého koupaliště v Přelouči
- Dub u cesty z Přelouče do Semína
- Opatovický kanál
- Semínský akvadukt
- Národní přírodní památka Semínský přesyp
- Zámek v Semíně
- Národní hřebčín Kladruby nad Labem
- Zámek v Kladrubech nad Labem

Turistická trasa je součástí východočeské větve Svatojakubské cesty.